# ДТ-20
ДТ-20 — марка колёсного трактора, выпускавшегося Харьковским тракторным заводом с 1958 по 1969 год. Всего было выпущено 248 400 тракторов.
Трактор предназначался для работы в овощеводстве и садоводстве с прицепными и навесными сельскохозяйственными орудиями, на транспортировке и различных вспомогательных работах, а также для привода стационарных машин.
С трактором агрегатировалась льноподборщик-молотилка ЛМН-1.

## Конструкция
Трактор являлся дальнейшим развитием конструкции трактора ДТ-14Б. Мощность дизельного двигателя Д-20 составляла 18 л. с. По сравнению с предшественником у трактора были увеличены крылья и изменены стойки тента, предусмотрена педаль для одновременного включения обоих тормозов, изменены конструкции картера главной передачи и число зубьев шестерён бортовых передач.

## Современное использование

### Музейные экспонаты
Тракторы ДТ-20 сохранились:
- в Саратове в экспозиции под открытым небом на Соколовой горе,
- в экспозиции сельхозтехники в «Музее хлеба» в городе Болгар,
- в экспозиции сельскохозяйственного музея в Тарту[5],
- в экспозиции Музея народной архитектуры и быта Среднего Приднепровья (Переяслав)[6],
- в Музее истории трактора (Чебоксары),
- экземпляр трактора ДТ-20 стоит у ТЦ Баррикада в городе Орехово-Зуево Московской области,
- в экспозиции истории села Семьяны (Нижегородская область),
- трактор ДТ 20 стоит в городе Глубоком (Беларусь) и агрогородке Подкраичи Березовского района для всеобщего обозрения,
- трактор ДТ-20 установлен на территории Тульского сельхохозяйственного колледжа имени И.С.Ефанова.  Трактор ДТ-20, как и ряд других тракторов, был изображён на серии спичечных этикеток[7]
- трактор ДТ-20 установлен на въезде в сады ООО "Плодовое" (район села Александровка Ейского района Краснодарского края), доступен для посещения и фотографирования круглосуточно.

### В эксплуатации
До 2015 года эксплуатировался в Латвии в местечке Спунгене. В 2017 еще есть много работающих экземпляров на территории Украины. Летом 2017 года один экземпляр был замечен работающим в поселке Туровец Вологодской области. В Амурской области (2019 год) есть один трактор в рабочем состоянии. В Казахстане в акмолинской области есть экземпляр работающий в сельском хозяйстве в селе Сотниковка. В посёлке Иванковское, Курганской области работает по сегодняшний день,в оригинальной комплектации без видоизменений.В Иркутской области, в селе Усть-Малой, эксплуатируются целых 3 трактора, в отличном состоянии.